# Hydropsalis torquata
Hydropsalis torquata е вид птица от семейство Caprimulgidae.

## Разпространение
Видът е разпространен в Аржентина, Боливия, Бразилия, Парагвай, Перу, Суринам и Уругвай.